# وادي الرطل
وادي الرطل هي إحدى القرى اللبنانية من قرى قضاء الهرمل في محافظة بعلبك الهرمل.